# Gorca
Gorca – wieś w Słowenii, w gminie Podlehnik. W 2018 roku liczyła 137 mieszkańców.